# Akcja N

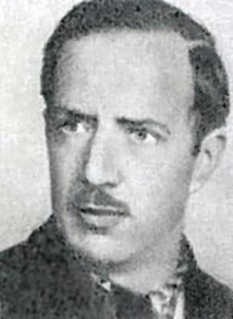
Tadeusz Żenczykowski – „Kania” – kierownik Akcji „N”

Akcja N – szereg działań dywersyjno-propagandowych prowadzonych wśród Niemców od kwietnia 1941 do kwietnia 1944. Organizował je referat N (powołany w grudniu 1940 przez gen. Stefana Roweckiego), który w październiku 1941 przekształcono w Samodzielny Podwydział N Biura Informacji i Propagandy Związku Walki Zbrojnej AK. Kierował nim Tadeusz Żenczykowski ps. Kania.
Akcja N stanowiła oddzielny dział walki psychologicznej z okupantem. Prowadzono ją poprzez specjalne konspiracyjne pisma i ulotki w języku niemieckim. Miały wywołać wrażenie, że są dziełem niemieckich grup antyhitlerowskich.

## Struktura
W skład Samodzielnego Podwydziału „N” wchodziło pięć działów:
- organizacji,
- studiów,
- akcji dywersyjnej,
- redakcji,
- kolportażu.

Pracowano z niezwykłą dbałością. Dział studiów zbierał specjalne wiadomości z historii i geografii Niemiec, a szczególnie z zakresu języka niemieckiego, dialektów, gwar środowiskowych, zawodowych, zwrotów urzędowych oraz aktualnych problemów politycznych, gospodarczych, nastrojów w wojsku, wśród ludności cywilnej itp.
Drukowano na tej podstawie tysiące ulotek, broszur, a nawet czasopism o różnych orientacjach politycznych – od komunistycznych do monarchistycznych, pisma satyryczne czy religijne.
Do skutecznego działania potrzebne były odpowiednie agendy w terenie, zespół tajnych drukarni, maszyny powielające, dokumentacje, kartoteki. W 1942 w Akcji N brało udział 700–950 osób (redaktorów, tłumaczy, drukarzy, kurierów i kolporterów), w tym harcerze Szarych Szeregów. Miesięcznie rozprowadzano 20–30 tysięcy różnych druków (gazet, periodyków, ulotek, itp.). Łącznie, w latach 1942–1944, wydano ponad 1 milion egzemplarzy różnych wydawnictw i materiałów propagandowych.

## Cele
Akcja ta miała na celu dezorientację, presję moralną i podkopanie morale Niemców. W związku z tym redagowano i rozpowszechniano różne wydawnictwa, skierowane do cywilnych obywateli III Rzeszy, żołnierzy niemieckich, volksdeutschów, funkcjonariuszy administracji okupacyjnej. Spośród gazet i czasopism, wydawano systematycznie następujące tytuły:
- „Der Soldat” (pol. Żołnierz), wydawany na przemian z miesięcznikiem „Der Frontkämpfer” (pol. Frontowiec) – obie gazety sugerowały istnienie szerokiej antyhitlerowskiej opozycji wewnątrz armii niemieckiej, konspiracyjna organizacja miała rzekomo obejmować kręgi generalicji i wyższych oficerów armii.
- „Der Hammer” (pol. Młot), oraz „Der Durchbruch” (pol. Przełom) – miesięczniki przeznaczone dla Niemców o poglądach socjaldemokratycznych i lewicowych.
- „Der Klabautermann” (pol. duch okrętowy, postać pojawiająca się na tonącym okręcie, oznaczająca dla żeglarzy bliską katastrofę) – pismo satyryczne.
- „Die Ostwache”[1] (pol. Straż na Wschodzie) – przeznaczone dla niemieckiej administracji okupacyjnej na wschodzie.
- „Die Zukunft” (pol. Przyszłość) – gazeta dla polskich volksdeutschów z tytułem dwujęzycznym.
- „Kennst Du die Wahrheit?” (pol. Czy znasz prawdę?) – gazeta przeznaczona dla Niemców z Rzeszy, a także dla volksdeutschów w okupowanej Polsce.

Oprócz tego m.in. dwukrotnie podrobiono kolaboracyjny „Goniec Krakowski”, a 21 marca 1943 wydano 10 tys. egzemplarzy „Nowego Kuriera Warszawskiego”. Ukazywały się także defetystyczne, destrukcyjne broszury i ulotki. Ich autorstwo miało wskazywać na niemieckie organizacje konspiracji antyhitlerowskiej, wyrażać pewność bliskiego upadku III Rzeszy.
Wszystkie teksty przygotowywane były przez polskich tłumaczy w bezbłędnej niemczyźnie, z uwzględnieniem niemieckich dialektów regionalnych. Dzięki temu jeszcze długo po wojnie przypisywano te działania rzekomym niemieckim grupom konspiracyjnym.

## Działalność
Nacisk kładziono na pozorowanie działalności i podszywanie się pod nieistniejące niemieckie grupy oporu. W tym celu wydzielona komórka analityczna (Sekcja II Samodzielnego Podwydziału N), kierowana przez dr Michała Mendysa, zajmowała się badaniami nad narodowym socjalizmem, jego kontekstem społeczno-politycznym, zmianami strukturalnymi, obsadą personalną i bieżącymi kierunkami działalności.
Prowadzono studia nad używanym przez partię narodowo-socjalistyczną sposobem komunikacji ze społeczeństwem, partyjnym żargonem i używanymi pojęciami. Badano przedwojenną działalność niemieckich organizacji opozycyjnych, ich postawy i programy polityczne, konflikty i stronnictwa w armii niemieckiej. W efekcie „stworzono” kilkanaście fikcyjnych organizacji niemieckich, m.in.:
- Heimatsbund „Freiheit und Frieden” (pol. Związek Ojczyźniany „Wolność i Pokój") – podziemna organizacja cywilna, mająca rzekomo swoje siedziby w Monachium i Berlinie, apelująca w imieniu niemieckiej ludności cywilnej, o zaprzestanie nadmiernych wyrzeczeń i pracy ponad siły w przemyśle wojennym Niemiec.
- Süddeutscher Freiheitsbund (pol. Związek Wolnościowy Południowych Niemiec) – organizacja rzekomo działająca w Monachium i Wiedniu, postulowała nowe wybory do Reichstagu bez terroru i fałszerstw wyborczych, domagała się potępienia przez cały naród polityki NSDAP.
- Der Verband Deutscher Frontsoldaten (pol. Związek Niemieckich Żołnierzy Frontowych) – organizacja antyhitlerowska, dążąca do jak najszybszego rozejmu z aliantami, krytykująca politykę NSDAP.
- Soldatenbund „Hindenburg” (pol. Związek Żołnierski „Hindenburg”) – organizacja wojskowa mająca na celu uświadomienie żołnierzom niemieckim, iż nie jest możliwe wygranie wojny z Rosją, stale podkreślająca wysokie straty Wehrmachtu na wschodzie i nawołująca do obalenia Adolfa Hitlera.
- Verband der freien Deutschen Nordamerikas (pol. Związek Wolnych Niemców Północnoamerykańskich w Nowym Jorku) – organizacja reprezentująca rzekomo Niemców zamieszkujących terytorium Stanów Zjednoczonych, demaskująca ogrom zbrodni niemieckich, wypowiadająca się przeciwko faszyzacji Europy oraz wzywająca rodaków do walki z Hitlerem i partią narodowo-socjalistyczną.
- Der Deutsche Demokratenbund (pol. Niemiecki Związek Demokratyczny) – organizacja krytykowała sprzymierzeńców III Rzeszy, związanych sojuszem tzw. państw Osi (którego głównymi sygnatariuszami były Niemcy, Włochy i Japonia), jej celem było wzbudzenie nieufności do sojuszników i osłabienie wzajemnych relacji. Przekonywała, iż przymierze z Włochami zakończy się dla Niemiec katastrofą. Ostrzegała przed wzrostem potęgi Japonii – w wyniku nieodpowiedzialnej polityki Führera, który lekkomyślnie obiecał jej wpływy w Azji i Polinezji, bez gwarancji, iż Japonia wypowie wojnę ZSRR.
- Der Soldatenrat einer Infanteriedivision im Osten (pol. Rada Żołnierska Dywizji Piechoty na Wschodzie) – organizacja występująca przeciwko wysokim stratom w ludziach i sprzęcie na froncie wschodnim. Kierowała ulotki i listy otwarte do żołnierzy niemieckich walczących na froncie, w których protestowała przeciwko zakłamaniu propagandy i braku wolności słowa, żądając jednocześnie ujawnienia rzeczywistych strat niemieckich, zmian na stanowisku naczelnego wodza armii niemieckiej, oraz ostrzegając o grożącej klęsce wojennej.
- Österreichische Freiheitsfront (pol. Austriacki Front Wolności) – powstały rzekomo w Wiedniu, w 1943 kierował ulotki do Austriaków, w których podkreślał, iż Austria od 5 lat (od czasu Anschlussu Austrii), znajduje się pod jarzmem władzy hitlerowskiej i ponosi ciężary wojny narzuconej przez faszystów niemieckich. W odezwach i ulotkach podkreślano, iż Austriacy giną za cudzą sprawę, cierpią głód i prześladowania w interesie Niemiec. Organizacja wzywała do walki z hitlerowską Rzeszą i zakładania organizacji lokalnych pod hasłem „Austria dla Austriaków” (niem. „Österreich für den Österreichern”).

### Pozostała działalność
Oprócz wydawania czasopism i ulotek, Akcja N przybierała inne formy, były to między innymi akcje wysyłania ulotek, fałszywych zarządzeń czy zawiadomień urzędowych do konkretnych Niemców, których dane gromadzono w osobnych kartotekach. W lutym 1943 wysłano do Niemców mieszkających w Warszawie fałszywe zawiadomienie o rzekomym ustanowieniu dla nich godziny policyjnej – z ostrzeżeniem, iż jej lekceważenie może spowodować uszkodzenie ciała lub śmierć. W marcu 1943 w kolejnym zawiadomieniu poinformowano Niemców o przydziale w określonych dniach masek przeciwgazowych – wobec ich niewystarczającej ilości spowodowało to chaos i panikę wśród adresatów komunikatu.
30 kwietnia 1942 do 209 zakładów pracy pod zarządem niemieckim wysłano fałszywe zarządzenie nakazujące udzielenie wszystkim robotnikom dnia wolnego na 1 maja, w związku z dniem NSDAP – z jednoczesnym obowiązkiem wypłaty pełnego wynagrodzenia przez pracodawcę. W lutym 1944 rozplakatowano fikcyjne zarządzenie o określeniu kolejności ewakuacji wszystkich Niemców z terenu Generalnego Gubernatorstwa – podpisane przez Wyższego Dowódcę SS i Policji gen. Wilhelma Koppego – co wywołało kolejną falę paniki. Według zarządzenia, w pierwszej kolejności ewakuować miano Gestapo, następnie SS, SA, urzędników administracji niemieckiej, reichsdeutschów (Niemców z terenu Rzeszy) oraz volksdeutschów.
Podobne akcje dezinformacyjne powtarzano cyklicznie, prowadząc jednocześnie akcje propagandy ulicznej – od września 1943 na murach masowo wypisywano słowo „Oktober” (pol. październik), wywołując wśród Niemców psychozę strachu przed nadciągającym październikiem, wywołującym skojarzenia z tragicznym dla sił niemieckich walczących podczas pierwszej wojny światowej październikiem 1918. W ramach osobnej „akcji tse-tse” nękano Niemców telefonami z pogróżkami, listami, fałszywymi ogłoszeniami czy zalepianiem gipsem dziurek od kluczy w ich mieszkaniach, co uniemożliwiało do nich szybki dostęp. Działaniami „akcji tse-tse” zajmowali się harcerze Szarych Szeregów (ok. 19 chorągwi), a każdy Niemiec w ramach tych działań miał otrzymać dwa „ukłucia” (wybierano dwa dowolne antyniemieckie działania). Połączone to było z akcją małego sabotażu (np. malowanie kotwicy – znaku Polski Walczącej), również prowadzoną przez Szare Szeregi.

## Epilog
Apogeum działalności Akcji N nastąpiło w 1943, kiedy sieć organizacyjna przedsięwzięcia obejmowała większość obszaru Rzeczypospolitej Polskiej (w tym miast wschodniej Polski) a także Szczecina i Wrocławia. 
Zawieszenie działalności Akcji N nastąpiło na wiosnę 1944. Przyczyniło się do tego kilka elementów: 
- dekonspiracja głównej drukarni Akcji N w Warszawie i całej akcji przez Gestapo i organy policyjne, w okresie grudzień 1943 – marzec 1944 (mimo rozpracowania sporej części drukarni Akcji N przez Niemców, nie został wydany żaden rozkaz o jej likwidacji, a siatka współpracowników nadal pozostawała w gotowości),
- istotna zmiana nastawienia społeczeństwa niemieckiego do polityki III Rzeszy – na skutek ustawicznych porażek militarnych na froncie i systematycznych bombardowań alianckich,
- zmiana sytuacji politycznej wewnątrz kraju – propaganda niemiecka osłabła, natomiast wzmogła się propaganda komunistów polskich z PPR i propaganda sowiecka – czego skutkiem było powołanie w listopadzie 1943 przez BiP AK, tzw. Akcji Antyk, która prowadziła antykomunistyczną i antysowiecką działalność propagandową.